# Euzebiusz (Sawwin)
Euzebiusz, imię świeckie Nikołaj Sawwin (ur. 15 maja 1939 w Stiegałowce) – metropolita Rosyjskiego Kościoła Prawosławnego.

## Życiorys
W 1961 ukończył seminarium duchowne w Moskwie, zaś w 1965 – Moskiewską Akademię Duchowną. W czasie studiów, 15 października 1964, złożył wieczyste śluby zakonne w Ławrze Troicko-Siergijewskiej. 22 listopada tego samego roku został hierodiakonem. 14 listopada 1965 został wyświęcony na hieromnicha i wyznaczony na sekretarza rosyjskiej misji prawosławnej w Jerozolimie. Do Rosji wrócił w 1969. W latach 1982–1984 był namiestnikiem Ławry Troicko-Siergijewskiej. 
1 kwietnia 1984 miała miejsce jego chirotonia na biskupa Ałma-Aty i całego Kazachstanu. 20 lipca 1990 przeniesiony na katedrę kujbyszewską i syzrańską. W 1991 podniesiony do godności arcybiskupiej. Od 23 lutego 1993 biskup ordynariusz eparchii pskowskiej i wielkołuckiej (od 2014 – pskowskiej), od 2008 jako metropolita.
W 2018 r. odszedł w stan spoczynku w związku z ukończeniem 75. roku życia. Święty Synod Rosyjskiego Kościoła Prawosławnego wyznaczył monaster Pskowsko-Pieczerski jako miejsce jego stałego pobytu.